# بولسواویتس (استان ووتسکی)
بولسواویتس (به لهستانی:  Bolesławiec) یک روستا در لهستان است که در گمینا بولسواویتس (استان ووتسکی) واقع شده‌است. بولسواویتس ۹۰۰ نفر جمعیت دارد.